# Transbeaufortaine
La Transbeaufortaine est un itinéraire de randonnée de France situé en Savoie, dans le massif du Beaufortain et qui relie Albertville à Beaufort sur 22 kilomètres le long du Doron,. Il peut se pratiquer à pied, à vélo ou à cheval,,.

## Tracé
L'itinéraire  d'une longueur de 22 kilomètres et présentant un dénivelé de 810 mètres se trouve en majorité rive gauche du Doron avec une incursion en rive droite pour la traversée du village de Villard-sur-Doron,.
Il débute à Albertville, dans le faubourg des Adoubes, au début de l'ancienne route de Beaufort, à 346 mètres d'altitude,,. Après la traversée de Venthon, il quitte la combe de Savoie pour entrer véritablement dans le Beaufortain,. Le chemin passe en face de Queige, traverse le village de Bonnecine puis franchit deux fois le Doron pour passer par Villard-sur-Doron,. L'arrivée à Beaufort à 738 mètres d'altitude se fait par l'étang de Marcot puis en passant au pied de son château et en franchissant le torrent de l'Argentine,.